# Агиейра
Агиейра (порт. Aguieira)  —  район (фрегезия) в Португалии,  входит в округ Визеу. Является составной частью муниципалитета  Нелаш. Находится в составе крупной городской агломерации Большое Визеу. По старому административному делению входил в провинцию Бейра-Алта. Входит в экономико-статистический  субрегион Дан-Лафойнш, который входит в Центральный регион. Занимает площадь 5,49 км².

## История
Ранее известен как Вила-Нова-дас-Аморейра.

## Население
Население составляет 620 человек на 2001 год. 
Покровителем района считается Симон Кананит (порт. S. Simão). 